# Кощеево (Белгородская область)
Кощеево — село в Корочанском районе Белгородской области, административный центр Кощеевского сельского поселения.

## География
Село Кощеево расположено в срединной части Белгородской области, на левобережье реки Кореня, в 6,5 км по прямой к северо-северо-западу от районного центра, города Корочи, в 42,2 км по прямой к северо-востоку от северо-восточных окраин города Белгорода.

## История
Село было основано в 1662 году.
По данным переписи 1885 года: Корочанского уезда Пригородней волости слобода Кащеевка — 112 дворов, грамотных 24 муж., у всех дворов слободы имелись наделы земли; в хозяйствах — 201 лошадь, 137 коров, 29 овец и 110 свиней; в слободе 11 «промышленных заведений», торговая лавка и кабак. До 1879 году из слободы «выселилось шесть семей, с 1880 по 1885 годы — восемь (21 мужчина и 20 женщин)».
С июля 1928 года село Кощеево в Корочанском районе — центр Кощеевского сельсовета, в который входили села Кощеево и Новая деревня, деревня Сцепное и хутора Емельяновка, Киселев, Пуголовкин и Чернышовка.
В 1932 году в Кощееве открыли школу-семилетку, первый её выпуск (12 выпускников) состоялся в 1935 году.
В 1953 году Кощеевская семилетняя школа стала средней, размещалась она в старом здании, а обучались в ней дети из сел и хуторов не только Корочанского, но и Прохоровского района. Первый выпуск 10-классников прошел в 1956 году.
В начале 1990-х годов село Кощеево оставалось центром большого колхоза имени Ленина (в 1992 году — 844 колхозника), занятого растениеводством и животноводством.
В 1997 году село Кощеево в Корочанском районе — центр Кощеевского сельского округа.
В 2009 году село Кощеево является центром Кощеевского сельского поселения Корочанского района.

## Население
X ревизия (1857—1859 годы) насчитала в «слободе Кащеевке 356 душ мужскаго пола».
В 1885 году — 960 жителей (486 мужчин, 474 женщины).
В 1890 году слобода Кощеево — это 1033 жителя (482 мужчины, 501 женщина).
На 1 января 1932 года в селе Кощееве насчитывается 1198 жителей.
На 17 января 1979 года в селе Кощееве — 744 жителя, на 12 января 1989 года — 913 (406 мужчин, 507 женщин), на 1 января 1994 года — 979 жителей, 328 хозяйств. В 1997 году — 319 домовладений, 921 житель; в 1999 году в селе Кощееве — 904 жителя, в 2001 году — 884.
| 2002 | 2010 |
| ---- | ---- |
| 819  | ↗894 |

## Инфраструктура
По состоянию на 1995 год в селе Кощееве — АОЗТ имени Ленина, фермерское хозяйство «Изумруд», Дом культуры, библиотека, средняя школа. 

## Интересные факты
В документах второй половины XIX века есть сведения и о «Кощевском сельском обществе»: слобода Кащеевка с хуторами: Киселев, Сцепный, Пуголовкин, Чернышев, Романенков, Самойлов (иначе слободка Самойловская), Шутов, Должик, Коломыйцев, Холодный и часть хуторов Гуська и Сеймица Ратьковской волости.
В 1880 году общество открыло Кащеевскую школу — в деревянном здании: 16 на 9 аршин, под соломенно-глиняной крышей, 9 окон, одна классная комната с 17 партами. 

Документ сообщает:
«Кащеевская школа основана по инициативе священника и помещается в здании, выстроенном обществом специально для школы. Квартиры для учителя при школе нет; раздевальней служит помещение сторожа; отхожего места нет. Стены и потолок классной комнаты обмазаны белой глиной, комната холодная, так как сильно дует от окон и стен. Ученические столы к росту приспособлены. Всех книг в библиотеке 300 экземпляров. Ежегодные занятия ведутся с 1 сентября по 15 мая, ежедневные с 8 часов до 2 часов, уроки часовые. Пение преподается. На содержание школы получается от сельского общества 284 рублей, от земства 106 рублей».